# Vicente Calderón Stadion
A Vicente Calderón Stadion (spanyolul: Estadio Vicente Calderón) Madrid szívében volt megtalálható, a Manzanares folyó mellett. Ez volt az Atlético Madrid otthona. Eredetileg Estadio Manzanares volt a stadion neve, de később Vicente Calderón, a híres Atlético elnök után nevezték el.
A Vicente Calderón Stadionban rendszeresen rendeznek nemzetközi válogatott mérkőzéseket és koncerteket, legutóbb a Rolling Stones lépett fel benne, 2007. június 28-án. A stadion 54 851 néző befogadására alkalmas és 2003-ban megkapta az UEFA-tól az 5 csillagos besorolást.
2007. július 30-án bejelentették, hogy 2010-ben lebontják a stadiont és parkot építenek a helyére. Az Atlético Madrid a Wanda Metropolitano Stadionba  költözik, amely része a 2016-os madridi nyári olimpia pályázatnak. A projekt nem valósult meg.

## 1982-es világbajnokság
1982-ben a spanyolországi labdarúgó-világbajnokságon három mérkőzést rendeztek a D csoportból a stadionban.
- Franciaország 1 – 0 Ausztria
- Ausztria 2 – 2 Észak-Írország
- Észak-Írország 1 – 4 Franciaország

## A stadion nevei
- 1966–1971 - Estadio Manzanares
- 1971–   - Estadio Vicente Calderón

## A stadion búcsúztatója
A Vicente Calderónban játszott utolsó UEFA-bajnokok ligája mérkőzésre 2017. május 10-én került sor. Az Atlético de Madrid a városi rivális Real Madrid CF ellen játszott. Az első félidőt az "Atleti" nyerte, de mégsem örülhetett: először Saúl Ñíguez szerzett vezetést, majd Antoine Griezmann talált be büntetőből, így összetettben 3-2 volt a vendégek javára. Azonban a 42. percben Isco talált be, így a "matracosok" esélyei elszálltak. A végeredmény maradt ennyi, így az Atlético de Madrid kiesett a későbbi győztessel szemben.
Az utolsó bajnoki mérkőzést természetesen az Atlético de Madrid játszotta az Athletic Club ellen, aminek három lelkes szurkolója megalapította 1903-ban a madridi klubot. A játékosok emlékezetessé akarták tenni Fernando Torres számára a búcsút: előbb Griezmann, majd Koke adott gólpasszt neki. A 71. percben Iñaki Williams talált be, ezért úgy nézett ki, mégsem Atlético Madrid-játékos rúgja majd az utolsó gólt. Aztán a 88. percben beállt Ángel Correa, aki 1 perccel később eldöntötte a mérkőzést. 
Az utolsó mérkőzés egy Spanyol Kupa-döntő volt. A FC Barcelona játszotta a Deportivo Alavés ellen. Bár az első félidő 33. percében gólt lőtt, és egyenlített a vitoria-gasteizi csapat, az erősebb katalánok 3-1- re legyőzték Mauricio Pellegrino együttesét.

## A stadion lebontása
Az Atletico Madridnak egykor otthont adó stadiont 2020. július elején lebontották. 1950-ben tervezték, 1966-ban megnyitott, és végül 2020-ban, a nyitás után 54 évvel végleg eltűnt.
Az Atletico Madrid 1227 meccset játszott a stadionban, 775 győzelmet aratott, 257 döntetlent és 195 vereséget. 2308 vendégcsapat ellen lőtt gólt, miközben 1038 gólt kapott. 
Az elmúlt évtizedek néhány nagyszerű koncertjének is otthont adott a Rolling Stonestól kezdve 1982-ben, David Bowie, Placido Domingo, Bon Jovi, One Direction, Bruce Springsteen és Michael Jackson-ig.
A területet most újjáépítik, 2021-ben megkezdődtek a munkálatok. A Mahou-Calderón nevű új fejlesztés összesen közel 200 000 négyzetméteres közkertekkel és közösségi létesítményekkel zárja majd be a terület átalakítását.